# Felixson
Felixson ist ein männlicher isländischer Name.

## Herkunft und Bedeutung
Der Name ist ein Patronym und bedeutet Felix’ Sohn. Die weibliche Entsprechung ist Felixdóttir (Felix’ Tochter).

## Namensträger
- Bjarni Felixson (1936–2023), isländischer Fußballspieler und Sportkommentator
- Gunnar Felixson (* 1940), isländischer Fußballspieler
- Heiðmar Felixson (* 1977), isländischer Handballspieler und -trainer
- Hörður Felixson (1931–2018), isländischer Fußball- und Handballspieler